# G328国道

G328国道（G328こくどう/国道328線、G328線）は中華人民共和国江蘇省の南通市海安市城東鎮から南京市玄武区新街口を結ぶ全長223kmの中国の国道である。海安より西へ向かい、泰州、揚州を経由して南京に至る江蘇省内の路線である。簡称は寧海線（ねいかいせん）である。元は南京 - 揚州 - 南通の路線であった。全線が概ね寧啓線に沿っている。

## 里程表
| 省     | 地級市、副省級市 | 県、県級市、市轄区 | 距離(km) | 注           |
| ------ | ---------------- | ------------------ | -------- | ------------ |
| 江蘇省 | 南通市           | 海安市城東鎮       | 0        | G328国道起点 |
| 江蘇省 | 泰州市           | 姜堰区             | 34       |              |
| 江蘇省 | 泰州市           | 泰州市中心部       | 57       |              |
| 江蘇省 | 揚州市           | 江都区             | 93       |              |
| 江蘇省 | 揚州市           | 揚州市中心部       | 110      |              |
| 江蘇省 | 揚州市           | 儀徴市             | 144      |              |
| 江蘇省 | 南京市           | 六合区             | 180      |              |
| 江蘇省 | 南京市           | 玄武区新街口       | 223      | G328国道終点 |

## 主な接続路線

### 江蘇省
- G204国道 - 南通市海安市
- G104国道（中国語版） - 南京市
- G205国道（中国語版） - 南京市
- G312国道 - 南京市

## 註釈・参考資料
1. ↑  G328途経省份情况一覧表 交通科学数据共享網 国道基本信息
2. ↑  328国道（一起旅遊網）
3. 1 2  公路主骨架（新華網）